# Ореховец (Тернопольская область)
Ореховец (укр. Оріховець) — село в Подволочисской поселковой общине Тернопольского района Тернопольской области Украины.
До 2020 года входило в Подволочисский район.
Население по переписи 2001 года составляло 777 человек. Почтовый индекс — 47853. Телефонный код — 3543.

## География
Село расположено на реке Збруч. На территории села в Збруч впадает река Сновида, напротив села — река Бовенец.